# Punxaflors plumbi
El punxaflors plumbi (Diglossa plumbea) és un ocell de la família dels tràupids (Thraupidae).

## Hàbitat i distribució
Habita cantells de la selva pluvial, vegetació secundària, brossa i matollar de les muntanyes fins al límit dels arbres, de Costa Rica i oest de Panamà.